# Instytut Wschodni „Reduta”
Instytut Wschodni „Reduta” – polska emigracyjna placówka badań sowietologicznych istniejąca od 1946 roku. Zajmowała się szeroko rozumianą problematyką dotyczącą polskiej polityki wschodniej. 

## Historia i działalność
Geneza tej placówki to założony w Jerozolimie w 1943 roku Instytut Bliskiego i Środkowego Wschodu „Reduta”. Placówkę założono z inicjatywy Włodzimierza Bączkowskiego i Stanisława Swianiewicza. Był kontynuacją Instytutu Wschodniego w Warszawie działającego w latach 1925-1939. Instytut powstał na Bliskim Wschodzie jako placówka badawcza w ramach działalności agend tzw. Jednostek Wojska na Środkowym Wschodzie, które miały stanowić zaplecze II Korpusu. Natomiast utworzenie Instytutu Wschodniego „Reduta” ogłoszono w kwaterze głównodowodzącego Jednostkami gen. Józefa Wiatra w Egipcie dnia 12 marca 1946. Rosja Sowiecka to - obok problemów Bliskiego Wschodu - wiodący temat prac tej placówki. 
Najpoważniejszym osiągnięciem Instytutu stało się bez wątpienia stworzenie cenionego w zachodnich środowiskach sowietologicznych periodyku „Eastern Quaterly” (1948-1953). W skład redakcji wchodzili: ksiądz Kazimierz Kantak, Włodzimierz Bączkowski, Michał Grażyński, Juliusz Poniatowski, Stanisław J. Paprocki i Ryszard Wraga (Jerzy Niezbrzycki), a redaktorem naczelnym był Mieczysław Chmielewski. Innym pismem był redagowany przez Stanisława J. Paprockiego „Wschód Polski” (1949-1955). Po przeniesieniu z Jerozolimy Instytut działał w Bejrucie. Bączkowski był do 1951 sekretarzem generalnym „Reduty”, której to siedzibę w 1950 przeniesiono do Londynu (odtąd - Instytut Wschodni „Reduta”). Celem Instytutu była praca na rzecz popularyzacji kultury polskiej uzupełniana przedsięwzięciami badawczymi nad problemami wschodnimi, w czym niewątpliwie korzystano z przedwojennych doświadczeń Instytutu Wschodniego w Warszawie. Prezesem był Bolesław Grzybowski. Wśród jego współpracowników byli: Zygmunt Jundziłł, Jerzy Niezbrzycki, Henryk Paszkiewicz, Wiktor Sukiennicki, Wiktor Weintraub, Władysław Wielhorski. 

## Publikacje
- Ryszard Wraga (pseud. Jerzy Niezbrzycki), Rewolucja 1917 r. i Związek Radziecki : zarys historyczny, Londyn: „Reduta” 1949. Kurs Spraw Wschodnich. Seria 1, z. 4.
- Henryk Paszkiewicz, Polska a Moskwa w ciągu dziejów, Londyn: „Reduta” 1949. Kurs Spraw Wschodnich. Seria 1, z. 5.
- Józef Kalinowski, Stosunki polsko-sowieckie, Londyn: „Reduta” 1949. Kurs Spraw Wschodnich. Seria 1, z. 6.
- Ryszard Wraga (pseud. Jerzy Niezbrzycki), Rozwój terytorialny Rosji, Londyn: „Reduta” 1949. Kurs Spraw Wschodnich. Seria 1, z. 7.
- Władysław Wielhorski, Kraje bałtyckie a Rosja, Londyn: „Reduta” 1949. Kurs Spraw Wschodnich. Seria 1, z. 9.
- Witold Rajkowski, Rosja a Bliski i Środkowy Wschód, Londyn: „Reduta” 1949. Kurs Spraw Wschodnich. Seria 1, z. 11.
- Wiktor Sukiennicki, Trzydzieści lat emigracji rosyjskiej, Londyn: „Reduta” 1949. Kurs Spraw Wschodnich. Seria 1, z. 13.
- Zygmunt Jundziłł, Ustrój polityczny Imperium Rosyjskiego, Londyn: „Reduta” 1949. Kurs Spraw Wschodnich. Seria 2, z. 1.
- Wiktor Sukiennicki, Społeczno-polityczna doktryna marksizmu-leninizmu-stalinizmu, Londyn: „Reduta” 1949. Kurs Spraw Wschodnich. Seria 2, z. 2.
- Wiktor Sukiennicki, Partia, jej rola i znaczenie w Z.S.S.R., Londyn: Instytut Bliskiego i Środkowego Wschodu „Reduta” 1949. Kurs Spraw Wschodnich. Seria 2, z. 3.
- Wiktor Sukiennicki, Ustrój państwowy Z.S.R.R., Londyn: „Reduta” 1949. Kurs Spraw Wschodnich. Seria 2, z. 4.
- Wiktor Sukiennicki, Teoria i metody „rewolucji światowej”, Londyn: „Reduta” 1949. Kurs Spraw Wschodnich. Seria 2, z. 5.
- Kazimierz Zamorski (Sylwester Mora), Z.S.R.R. : zagadnienia polityczno-prawne, Londyn: „Reduta” 1949. Kurs Spraw Wschodnich. Seria 2, z. 6.
- Wiktor Sukiennicki, Ustrój społeczny Z.S.R.R., Londyn: „Reduta” 1949. Kurs Spraw Wschodnich. Seria 2, z. 7.
- Henryk Buchowiecki, Ustrój gospodarczy Z.S.R.R., Londyn: „Reduta” 1949. Kurs Spraw Wschodnich. Seria 2, z. 8.
- Władysław Wielhorski, Ustrój agrarny ZSSR, Londyn: „Reduta” 1949. Kurs Spraw Wschodnich. Seria 2, z. 9.
- Stanisław Klinga, Polityka gospodarcza ZSRR, Londyn: „Reduta” 1949. Kurs Spraw Wschodnich. Seria 2, z. 10.
- Stanisław Gryziewicz, Sowietyzacja gospodarcza państw Europy Środkowo-Wschodniej, Londyn: „Reduta” 1949. Kurs Spraw Wschodnich. Seria 2, z. 11.
- Wacław Szyszkowski, Sowietyzacja prawno-polityczna Polski, Londyn: „Reduta” 1949. Kurs Spraw Wschodnich. Seria 2, z. 12.
- Stanisław J. Paprocki, Struktura narodowościowa Z.S.R.R., Londyn: „Reduta” 1949. Kurs Spraw Wschodnich. Seria 3, z. 1.
- Władysław Wielhorski, Struktura narodowościowa Europy Wschodniej i Środkowej,  Londyn: Instytut Bliskiego i Środkowego Wschodu „Reduta” 1949. Kurs Spraw Wschodnich. Seria 3, z. 2.
- Ryszard Wraga (pseud. Jerzy Niezbrzycki), Sowiecka doktryna w sprawach narodowościowych, Londyn: „Reduta” 1949. Kurs Spraw Wschodnich. Seria 3, z. 3.
- Jerzy Lubecki, Zagadnienia wyznaniowe w Z.S.S.R., Londyn: Instytut Bliskiego i Środkowego Wschodu „Reduta” 1949. Kurs Spraw Wschodnich. Seria 3, z. 4.
- Jerzy Lubecki, ZSRR a Kościół katolicki, Londyn: „Reduta” 1949. Kurs Spraw Wschodnich. Seria 3, z. 5.
- Wincenty Żuk-Hryszkiewicz, Kwestia białoruska, Londyn: Instytut Bliskiego i Środkowego Wschodu „Reduta” 1949. Kurs Spraw Wschodnich. Seria 3, z. 6.
- Leon Bohdanowicz, Polska i Rosja a świat muzułmański, Londyn: Instytut Bliskiego i Środkowego Wschodu „Reduta” 1949. Kurs Spraw Wschodnich. Seria 3, z. 6.
- Władysław Wielhorski, Naród białoruski wśród swych sąsiadów, Londyn: „Reduta” 1949. Kurs Spraw Wschodnich. Seria 3,  z. 7.
- Stanisław J. Paprocki, Kwestia ukraińska, Londyn: „Reduta” 1949. Kurs Spraw Wschodnich. Seria 3, z. 8.
- Wiktor Sukiennicki, Polacy w Z.S.S.R., Londyn: Instytut Bliskiego i Środkowego Wschodu „Reduta” 1949. Kurs Spraw Wschodnich. Seria 3, z. 9.
- W. Nanuaszwili, Rosja a narody kaukaskie, Londyn: Instytut Bliskiego i Środkowego Wschodu „Reduta” 1949. Kurs Spraw Wschodnich. Seria 3, z. 10.
- Wiktor Weintraub, Rosja w kulturze Zachodu, Londyn: „Reduta” 1949. Kurs Spraw Wschodnich. Seria 4, z. 1.
- Stanisław Mackiewicz, Cztery pokolenia literatury i publicystyki rosyjskiej, Londyn: „Reduta” 1949. Kurs Spraw Wschodnich. Seria 4, z. 2.
- Wiktor Weintraub, Prądy i zagadnienia kulturalne w Z.S.S.R., Londyn: Instytut Bliskiego i Środkowego Wschodu „Reduta” 1949. Kurs Spraw Wschodnich. Seria 4, z. 3.
- Stefan Mękarski, Sowietyzacja kulturalna Polski, Londyn: Instytut Bliskiego i Środkowego Wschodu „Reduta” 1949. Kurs Spraw Wschodnich. Seria 4, z. 4.
- Wiktor Weintraub, Studia rusycystyczne na Zachodzie, Londyn: Instytut Bliskiego i Środkowego Wschodu „Reduta” 1949. Kurs Spraw Wschodnich. Seria 4, z. 5.
- Wiktor Weintraub, Studia rusycystyczne na Zachodzie, Londyn: Instytut Bliskiego i Środkowego Wschodu „Reduta” 1949. Kurs Spraw Wschodnich. Seria 4, z. 6.